# Домбрад
Домбрад (венг. Dombrád) — город в медье Сабольч-Сатмар-Берег, Венгрия. Расположен на реке Тисе. Первое упоминание о городе относится к 1067 году.
Город занимает площадь 51,84 км². Количество населения составляет 3985 жителей (по данным 2010 года).
Город Домбрад расположен в 33 км к северо-востоку от города Ньиредьхаза. В городе находится железнодорожная станция. Рядом находится город Циганд.

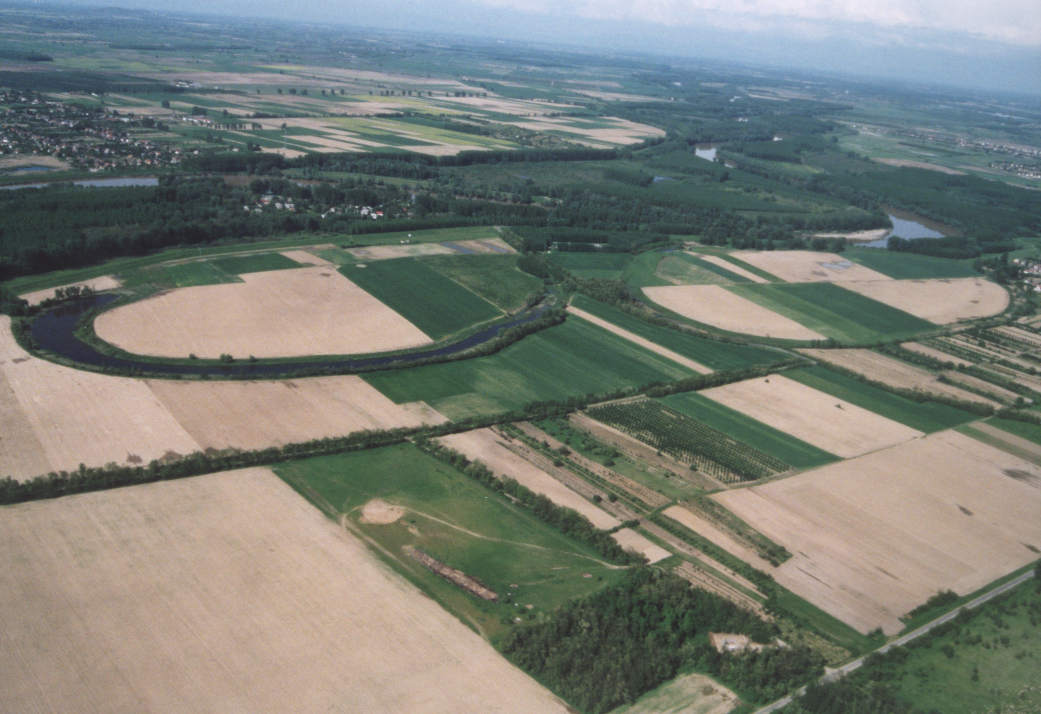
Вид с воздуха

## Население
| Год  | Численность | Численность |
| ---- | ----------- | ----------- |
| 2013 | 4070        | [ 3 ]       |
| 2014 | 4058        | [ 4 ]       |
| 2015 | 4015        | [ 5 ]       |
| 2021 | 3772        | [ 6 ]       |
| 2022 | 3614        | [ 7 ]       |
| 2023 | 3637        | [ 8 ]       |
| 2024 | 3560        | [ 1 ]       |